# ちょうどいいラジオ
『ちょうどいいラジオ』は、FMヨコハマで2017年4月3日から放送されているラジオ番組である。

## 番組概要
DJ光邦がオピニオンリーダーに、ニュースをさらに強化。リスナーと一体となれる新しいスタイルの神奈川の朝にちょうどいいプログラム。番組リスナーの事を主に「チョドリゲス」と呼ぶ。
オープニング曲はmoumoon『Start it now』のインストゥルメンタルを使っている。また、6時台前半のトーク時のBGMにはHALFBYの『Morning Glass Coffee (feat. VIDEOTAPEMUSIC)』が使われている。

## パーソナリティ

### メインパーソナリティ
- 光邦

### アナウンサー
- 尾辻舞

### コーナーレギュラー
- 北田英治（浜銀総合研究所）（YOKOHAMA BUSINESS EYE 月曜担当）
- 新瀧健一（浜銀総合研究所）（YOKOHAMA BUSINESS EYE 火曜担当）
- 阿部公太郎（ほねごり presents ちょうどいいごりごり隊）
- 中川正秀（中川工務店 presents ちょうどいい暮らし）
- 倉橋隆行（CFネッツグループ presents ここが知りたい不動産）
- きぬた久和（横浜きぬた歯科 presents ちょうどいい歯ッピー）
- 若松晃 / 浅岡栄嗣（はぴねすくらぶ ラジオショッピング）

過去の出演者
- 北村年子（おはようネンコさん）
- 増田美香（F・マリノス同好会 Monday）
- 小日向えり（神奈川歴史巡り）
- 藤井舞（アナウンサー）
- 谷口菜月（アナウンサー）

## 放送時間
毎週月曜 - 木曜 6:00 - 9:00

## タイムテーブル
（2025年4月現在）
| 時間 | 月曜日                                                                         | 火曜日                                                                         | 水曜日                                                                         | 木曜日                                                                         |
| ---- | ------------------------------------------------------------------------------ | ------------------------------------------------------------------------------ | ------------------------------------------------------------------------------ | ------------------------------------------------------------------------------ |
| 6:00 | オープニング                                                                   | オープニング                                                                   | オープニング                                                                   | オープニング                                                                   |
| 6:07 | FM yokohama NEWS                                                               | FM yokohama NEWS                                                               | FM yokohama NEWS                                                               | FM yokohama NEWS                                                               |
| 6:09 | FM yokohama WEATHER INFOMATION                                                 | FM yokohama WEATHER INFOMATION                                                 | FM yokohama WEATHER INFOMATION                                                 | FM yokohama WEATHER INFOMATION                                                 |
| 6:30 | FM yokohama NEWS                                                               | FM yokohama NEWS                                                               | FM yokohama NEWS                                                               | FM yokohama NEWS                                                               |
| 6:32 | FM yokohama WEATHER INFOMATION                                                 | FM yokohama WEATHER INFOMATION                                                 | FM yokohama WEATHER INFOMATION                                                 | FM yokohama WEATHER INFOMATION                                                 |
| 6:33 | FM yokohama TRAFFIC REPORT（九段センター）                                     | FM yokohama TRAFFIC REPORT（九段センター）                                     | FM yokohama TRAFFIC REPORT（九段センター）                                     | FM yokohama TRAFFIC REPORT（九段センター）                                     |
| 6:35 | 光邦EYE'S（1）                                                                 | 光邦EYE'S（1）                                                                 | 光邦EYE'S（1）                                                                 | 光邦EYE'S（1）                                                                 |
| 6:45 | FMヨコハマラジオショッピング                                                   | FMヨコハマラジオショッピング                                                   | FMヨコハマラジオショッピング                                                   | FMヨコハマラジオショッピング                                                   |
| 6:45 | 湯本久美                                                                       | 熊谷章洋                                                                       | 熊谷章洋                                                                       | 小林アナ                                                                       |
| 6:55 | おこちゃまリクエスト                                                           | おこちゃまリクエスト                                                           | おこちゃまリクエスト                                                           | おこちゃまリクエスト                                                           |
| 7:02 |                                                                                |                                                                                | ミュージックエンタテインメント                                                 |                                                                                |
| 7:07 | FM yokohama NEWS                                                               | FM yokohama NEWS                                                               | FM yokohama NEWS                                                               | FM yokohama NEWS                                                               |
| 7:09 | FM yokohama WEATHER INFOMATION（水：ラステル新横浜・ラステル久保山提供）       | FM yokohama WEATHER INFOMATION（水：ラステル新横浜・ラステル久保山提供）       | FM yokohama WEATHER INFOMATION（水：ラステル新横浜・ラステル久保山提供）       | FM yokohama WEATHER INFOMATION（水：ラステル新横浜・ラステル久保山提供）       |
| 7:10 | FM yokohama TRAFFIC REPORT（神奈川県警）                                       | FM yokohama TRAFFIC REPORT（神奈川県警）                                       | FM yokohama TRAFFIC REPORT（神奈川県警）                                       | FM yokohama TRAFFIC REPORT（神奈川県警）                                       |
| 7:16 | WE LOVE YOKOHAMA DeNA BAYSTARS                                                 | WE LOVE YOKOHAMA DeNA BAYSTARS                                                 | WE LOVE YOKOHAMA DeNA BAYSTARS                                                 | WE LOVE YOKOHAMA DeNA BAYSTARS                                                 |
| 7:20 | 光邦貯金                                                                       | 光邦貯金                                                                       | 光邦貯金                                                                       | 光邦貯金                                                                       |
| 7:23 | DRIVER'S MORNING Q（神奈川県自動車整備振興会提供）                             | DRIVER'S MORNING Q（神奈川県自動車整備振興会提供）                             | DRIVER'S MORNING Q（神奈川県自動車整備振興会提供）                             | DRIVER'S MORNING Q（神奈川県自動車整備振興会提供）                             |
| 7:30 | FM yokohama NEWS                                                               | FM yokohama NEWS                                                               | FM yokohama NEWS                                                               | FM yokohama NEWS                                                               |
| 7:32 | FM yokohama WEATHER INFOMATION（富士住建提供）                                 | FM yokohama WEATHER INFOMATION（富士住建提供）                                 | FM yokohama WEATHER INFOMATION（富士住建提供）                                 | FM yokohama WEATHER INFOMATION（富士住建提供）                                 |
| 7:33 | FM yokohama TRAFFIC REPORT（ウエインズグループ提供：神奈川県警）               | FM yokohama TRAFFIC REPORT（ウエインズグループ提供：神奈川県警）               | FM yokohama TRAFFIC REPORT（ウエインズグループ提供：神奈川県警）               | FM yokohama TRAFFIC REPORT（ウエインズグループ提供：神奈川県警）               |
| 7:35 | 横浜銀行 YOKOHAMA BUSINESS EYE                                                 | 横浜銀行 YOKOHAMA BUSINESS EYE                                                 | ぱぱっとニュース                                                               | ぱぱっとニュース                                                               |
| 7:45 | 光邦EYE'S（2）                                                                 | 光邦EYE'S（2）                                                                 | 光邦EYE'S（2）                                                                 | 光邦EYE'S（2）                                                                 |
| 7:51 | FM yokohama TRAFFIC REPORT（織戸組提供：神奈川県警）                           | FM yokohama TRAFFIC REPORT（織戸組提供：神奈川県警）                           | FM yokohama TRAFFIC REPORT（織戸組提供：神奈川県警）                           | FM yokohama TRAFFIC REPORT（織戸組提供：神奈川県警）                           |
| 8:06 | FM yokohama NEWS＆WEATHER（富士住建提供）                                      | FM yokohama NEWS＆WEATHER（富士住建提供）                                      | FM yokohama NEWS＆WEATHER（富士住建提供）                                      | FM yokohama NEWS＆WEATHER（富士住建提供）                                      |
| 8:09 | FM yokohama TRAFFIC REPORT（神奈川県 Honda Cars提供：神奈川県警→九段センター） | FM yokohama TRAFFIC REPORT（神奈川県 Honda Cars提供：神奈川県警→九段センター） | FM yokohama TRAFFIC REPORT（神奈川県 Honda Cars提供：神奈川県警→九段センター） | FM yokohama TRAFFIC REPORT（神奈川県 Honda Cars提供：神奈川県警→九段センター） |
| 8:15 | NITTEN GREEN BEAUTY                                                            | ほねごり presents ちょうどいいごりごり隊                                       | 中川工務店 presents ちょうどいい暮らし                                         | CFネッツグループ presents ここが知りたい不動産                                 |
| 8:26 | FM yokohama TRAFFIC REPORT（神奈川県警→九段センター）                          | FM yokohama TRAFFIC REPORT（神奈川県警→九段センター）                          | FM yokohama TRAFFIC REPORT（神奈川県警→九段センター）                          | FM yokohama TRAFFIC REPORT（神奈川県警→九段センター）                          |
| 8:29 | はぴねすくらぶ ラジオショッピング                                              | はぴねすくらぶ ラジオショッピング                                              | はぴねすくらぶ ラジオショッピング                                              | はぴねすくらぶ ラジオショッピング                                              |
| 8:35 |                                                                                |                                                                                | ちょうどいい時間                                                               | 横浜きぬた歯科 ちょうどいい歯ッピー                                            |
| 8:50 | FM yokohama NEWS                                                               | FM yokohama NEWS                                                               | FM yokohama NEWS                                                               | FM yokohama NEWS                                                               |
| 8:52 | YOKOHAMA PORTSIDE INFOMATION                                                   | YOKOHAMA PORTSIDE INFOMATION                                                   | YOKOHAMA PORTSIDE INFOMATION                                                   | YOKOHAMA PORTSIDE INFOMATION                                                   |
| 8:53 | FM yokohama TRAFFIC REPORT（月、水：横浜きぬた歯科、神奈川県警）               | FM yokohama TRAFFIC REPORT（月、水：横浜きぬた歯科、神奈川県警）               | FM yokohama TRAFFIC REPORT（月、水：横浜きぬた歯科、神奈川県警）               | FM yokohama TRAFFIC REPORT（月、水：横浜きぬた歯科、神奈川県警）               |
| 8:56 | エンディング                                                                   | エンディング                                                                   | エンディング                                                                   | エンディング                                                                   |

### 主なコーナー
- 光邦EYE'S

当番組のメインコーナーで、気になったニュース・話題を光邦の目線で掘り下げ、みんなで一緒に、様々な問題・テーマを考えていくコーナー。当初このコーナーではラジオネームは禁止されており、本名での投稿のみが認められていたが、2022年より解禁された。このコーナーでメッセージが採用されると開始当初は全員に番組ステッカーがプレゼントされていたが、2017年6月からは全てのメッセージを送ってくれた中から抽選でプレゼントされている。
- おこちゃまリクエスト

LINEボイスで送られた、小学6年生までのリクエストをかけるコーナー。極稀に明らかに子供ではない人のリクエストが届く。採用者には株式会社うんこ提供のグッズが送られる。
- ミュージックエンタテインメント（毎週水曜7:02ごろから）

FMヨコハマ関連のコンサート、イベント情報を紹介。（2018年4月4日よりPRIME TIMEからコーナー移動）
- WE LOVE YOKOHAMA DeNA BAYSTARS

2018年4月9日から始まった横浜DeNAベイスターズ情報満載のコーナーで試合を振り返ったり、リスナーからの応援メッセージや横浜スタジアムのイベント情報などを紹介しつつ、地元プロ野球チームであるベイスターズを徹底的に応援するコーナー。プロ野球がオフシーズンの間は放送休止。
- DRIVER'S MORNING Q

交通ルールに関する〇×クイズ。ドライバーのみならず、自転車・歩行者に関する問題も出題。当コーナーは1996年10月から前身番組を経て継続している。金曜のBrand New! Fridayも同様に放送。
- （夏季限定）給水タイム

おこちゃまリクエスト同様にLINEボイスに吹き込まれた給水を促すリスナーからのメッセージを紹介する。7時と8時の時報直後の2回放送。
- （月）（火）横浜銀行 YOKOHAMA BUSINESS EYE（提供：横浜銀行）

浜銀総研の研究員が、日々動く国際経済やマーケット・国内の経済トレンドなどをわかりやすく解説する（前番組よりコーナータイトルが変更）。
- （水）（木）ぱぱっとニュース

神奈川県内のちょっと愉快なニュースを光邦がぱぱっと紹介するコーナー。
- 8:15
  - （月） NITTEN GREEN BEAUTY（提供：日天）
ゴルフに関する情報を放送。（前番組から引き続きお送りするコーナー）
  - （第2第4火曜日） おはようネンコさん（1）
ノンフィクション作家の北村年子、通称ネンコさんがチョドリゲスから寄せられた悩みや、社会問題などを光邦と共に語っていくコーナー。
  - （木） CFネッツグループ presents ここが知りたい不動産（提供：CFネッツグループ）
不動産や資産運用についての疑問質問にCFネッツ社長の倉橋隆行が答えていく（前番組からの継続コーナー）。
- 8:35
  - （第2第4火曜日） おはようネンコさん（2）
  - （水） ちょうどいい時間
様々な専門家を招き、役立つ情報を紹介するコーナー（水曜日以外にもあることがある）
  - （木） 横浜きぬた歯科 presents ちょうどいい歯ッピー（提供：横浜きぬた歯科）
きぬた歯科院長のきぬた久和をスタジオに招いて、歯にまつわる健康法や人生相談に答えていく。YouTubeの横浜きぬた歯科チャンネルにてアーカイブ配信も行われている[5]。

### 過去のコーナー
- 7:16 FM yokohama Sports Line
- 8:15（第3水曜日） ドクターDの歯っぴぃ噛ムかむ（提供：篠原歯科医院、 - 2017年12月20日）
- 8:15（第1火曜日） 神奈川歴史巡り
- 8:35（月） F・マリノス同好会 Monday
Jリーグ開催時のみの放送。マリノス応援リポーターの増田美香が、ホームゲームのスタジアムDJでもある光邦と共にファンからのメッセージやマリノスの最新情報などを伝える。2018年2月26日の放送にて2018年度はLovely Day?とTresen Fridayで放送することが発表された。

## 出来事
- 今日の変態

元々コーナーでは無かったのだがほぼ毎日紹介していた為、不定期で行われるようになったコーナー。主に新聞などから変態や変質者の情報を伝える、コーナー冒頭のジングルはチョドリゲスからのLINEボイスによるもの。
- オフトーク

ウェザーニュース時、藤井舞アナウンサーがニュースを読み上げ中にカフを下げている光邦が何かを言っているのを時折アナウンサーマイクで拾う時があり、藤井舞も笑いを堪えたような声でニュースを読み上げる事がある。これは、光邦がアナウンサー陣を笑わせようと邪魔をしていると2017年6月20日にゲスト出演した鳥越雅子（Tresen+時にアナウンスを担当）からエピソードが述べられた。
- 腹筋の時間

ドライバーズモーニングQ（以下ドラQ）時に光邦が演じるキャラクターに対して、オフトーク同様笑いを堪えてドラQの内容をアナウンスする藤井舞により名付けられたドラQの通称。
- 腹筋崩壊

上記、腹筋の時間で笑いを堪えられずに笑ってしまった場合の通称。
- YOKOHAMA BAYSTARS EYE

毎週月曜日のYOKOHAMA BUSINESS EYE担当の北田部長による横浜DeNAベイスターズの情報をお届けするコーナー。
- 我らがFマリノス

毎週火曜日のYOKOHAMA BUSINESS EYE担当の新瀧健一による横浜F・マリノスの情報をお届けするコーナー。
- ちょうどいいツボ

日々の愚痴や不満をLINEボイスに吹き込み紹介するコーナー。不定期で8時前にお届けするが、8時過ぎにお届けする場合もある。
- ゲスト

8時台を中心に県内の市長やアーティスト等が登場することがある。

## オリジナルグッズ
- ちょうどいいラジオステッカー
- ちょうどいいラジオ新ステッカー
- 吹き出しステッカー

吹き出しの所に光邦がなにか書いて送られる。～と書いて送ってくださいというリクエストも可能。
- ちょうどいいラジオトートバッグ（スペシャルウィークのプレゼント）
- 覇魂ステッカー

通常バージョンとスペシャルウィーク用のレアバージョンなど多数種類あり、デザインが少し異なっているが、陽の光をモチーフにしている。
ドライバー応援ウィークには〈覇魂ライジングサンMAXステッカー〉が放出される。